# Mercado de bonos
El mercado de bonos (también conocido como mercado de deuda, de crédito o de renta fija) es un mercado financiero donde los participantes compran y venden títulos de deuda, usualmente en la forma de bonos. Para el 2006, el tamaño del mercado de bonos internacional se estimaba en $45 billones, de los cuales es destacable el tamaño de la deuda del mercado de bonos americanos: $25,2 billones.
A inicios de 2007, la mayor parte de los $923 mil millones que en promedio se negocian a diario en el mercado de bonos norteamericanos, tiene lugar entre agentes corredores y grandes instituciones en un mercado descentralizado over-the-counter (OTC); sin embargo, un pequeño número de bonos, principalmente corporativos, están listados en la bolsa de valores.
Las referencias al "mercado de bonos" normalmente se refieren al mercado de bonos del Estado porque su tamaño, liquidez, falta de riesgo financiero y, por tanto, sensibilidad a las tasas de interés, el mercado de bonos es a menudo usado para indicar cambios en las tasas de interés o en la forma de la curva de rendimiento.